# Blondine

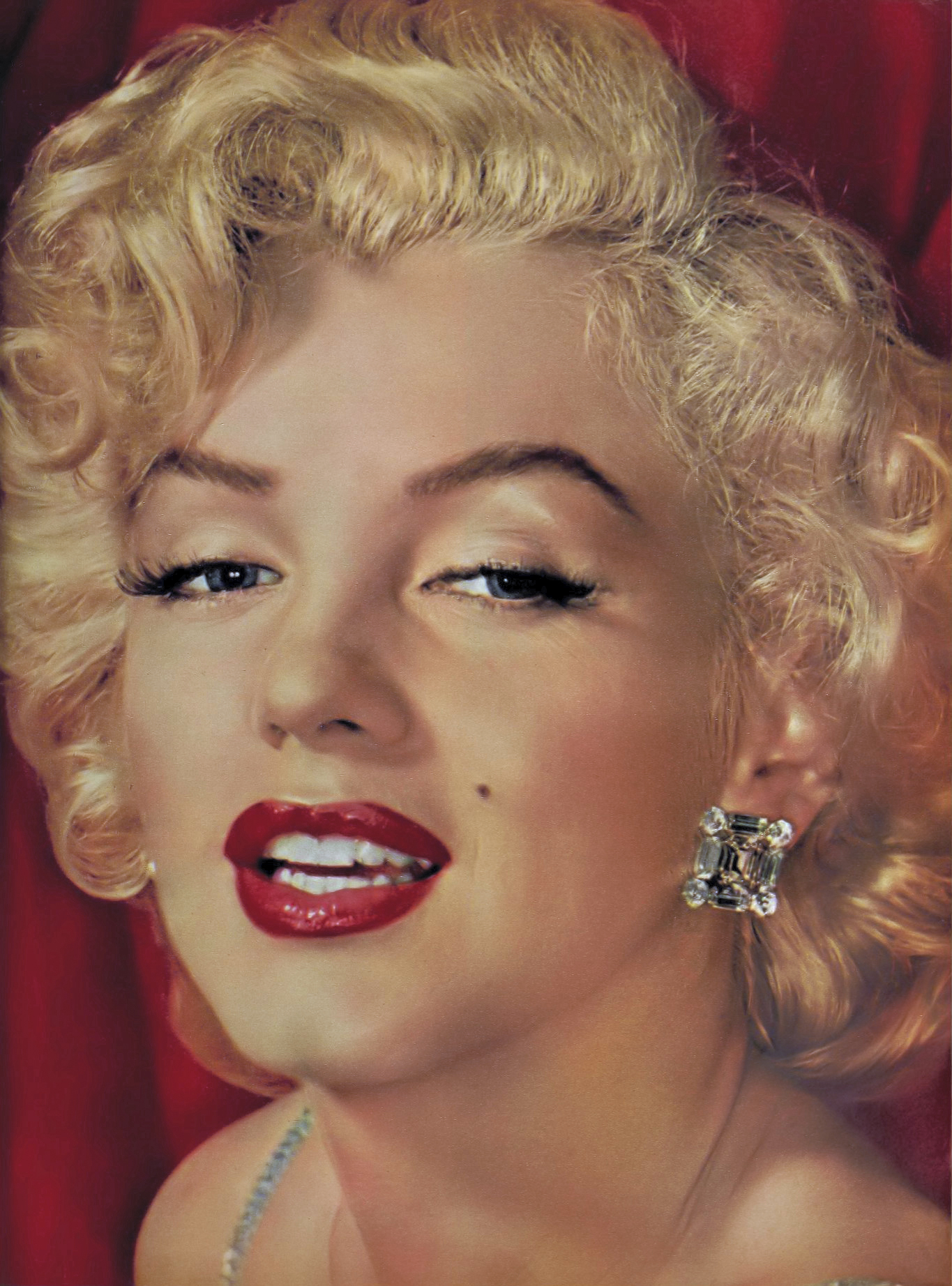
Marilyn Monroe galt als „blonde Sexbombe“ (1961)

Eine Blondine ist eine Frau mit blondem Haar. Blonde Frauen entsprachen über die Epochen hinweg stets einem besonderen Schönheitsideal. In den Kulturen der westlichen Welt existieren zahlreiche Blondhaarigenstereotype.

## Etymologie
Das alte französische Wort entstammt einem mittellateinischen blundus, das vermutlich auf ein nicht mehr belegtes germanisches Wort zurückgeht, wie der altenglische Ausdruck blondenfeax für „grauhaarig“ nahelegt. Um etwa 1700 wurden die Wörter blond, Blondine aus dem Französischen (blonde, blondine) ins Deutsche übernommen. Goethe benutzte es allerdings noch im Sinne von Albino. Das Wort Blondin kam nach 1914 außer Gebrauch.

## Kulturgeschichte
Blonde Frauen entsprachen über die Epochen hinweg einem besonderen Schönheitsideal. Die Assoziationen zur blonden Frau unterliegen zugleich einem kulturhistorischen Wandel. In der Gegenwart wird der Begriff zuweilen auch in pejorativer Weise verwendet (Witze, die stereotyp auf der angeblich beschränkten Intelligenz von Blondinen beruhen, sind als sogenannte „Blondinenwitze“ im deutschen Sprachraum verbreitet). Die Gründe dafür sind vor allem (sozial-)psychologischer und ethologischer, aber auch kulturhistorischer Natur, wobei für die Moderne insbesondere die Geschichte des Films und später der elektronischen Medien entscheidende Hinweise liefern. Gleichzeitig haben diese Medien zur weltweiten Popularisierung von Blondinentypen beigetragen.

### Altertum

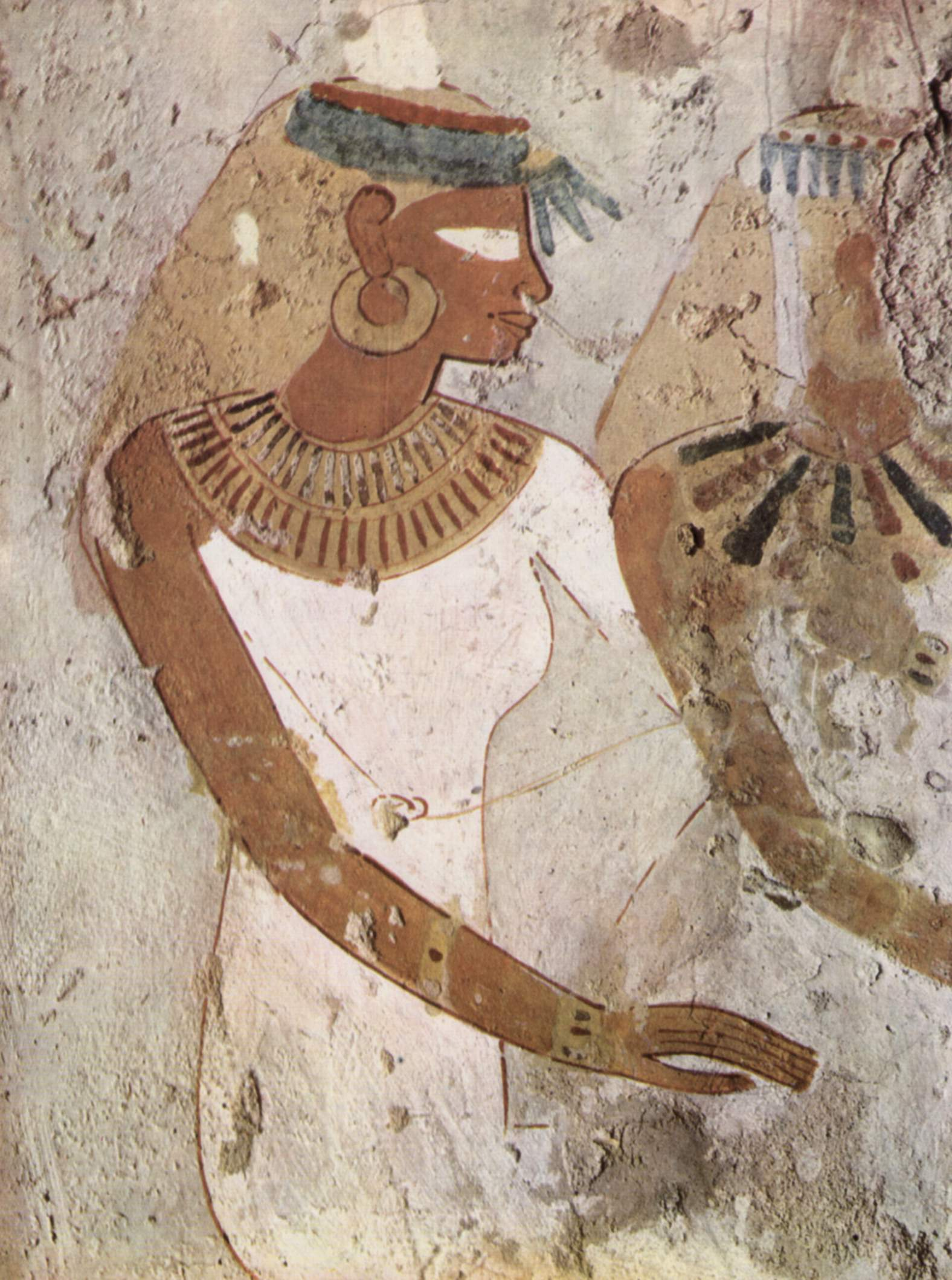
Grabkammer des Nebseni: Frau mit blonder Perücke beim Gastmahl (Neues Reich, 14. Jh. v. Chr.)

Die besondere Wertschätzung von Blondinen ist keine moderne Erscheinung, denn schon bei den alten Ägyptern hat es dieses Schönheitsideal vor allem bei höhergestellten Frauen gegeben. Im alten Ägypten faszinierte das blonde Haar, denn die vorherrschende Haarfarbe war Schwarz. Es gab unter den alten Ägyptern aber auch Menschen mit blonden Haaren. Sie stammten nicht aus dem Nildelta, sondern vermutlich aus dem Gebiet des Kaukasus.
In Nordafrika gab es sogar legendäre blonde Völker, etwa die Garamanten Südlibyens, wohl Berber, die, wie Paläoanthropologie und genetische Forschungen ergaben, als Volk aus Europa zurückgewandert waren und von dort Erbanlagen für blondes Haar mitgebracht hatten, ebenso wie die Vorfahren der Tuareg und der Guanchen, von denen man annimmt, dass sie ebenfalls aus Europa kamen und wahrscheinlich zu den Cro-Magnon-Menschen gehört hatten.
Schon die alten Ägypter verwendeten Mittel und Techniken zum Haarefärben. Sowohl die eigenen Haare als auch Perücken färbte man blau, grün, aber auch blond und rotblond. Um blonde Farbtöne zu erreichen, wurde Goldstaub verwendet. Das Haar galt im Altertum oftmals als schönster Schmuck der Frau wie auch des Mannes. Deshalb wurde mit diesem viel Aufwand betrieben. Nofretete, die Gattin des Pharao Echnaton, hatte eine große Leidenschaft für Perücken und besaß eine ganze Kollektion.

### Antike

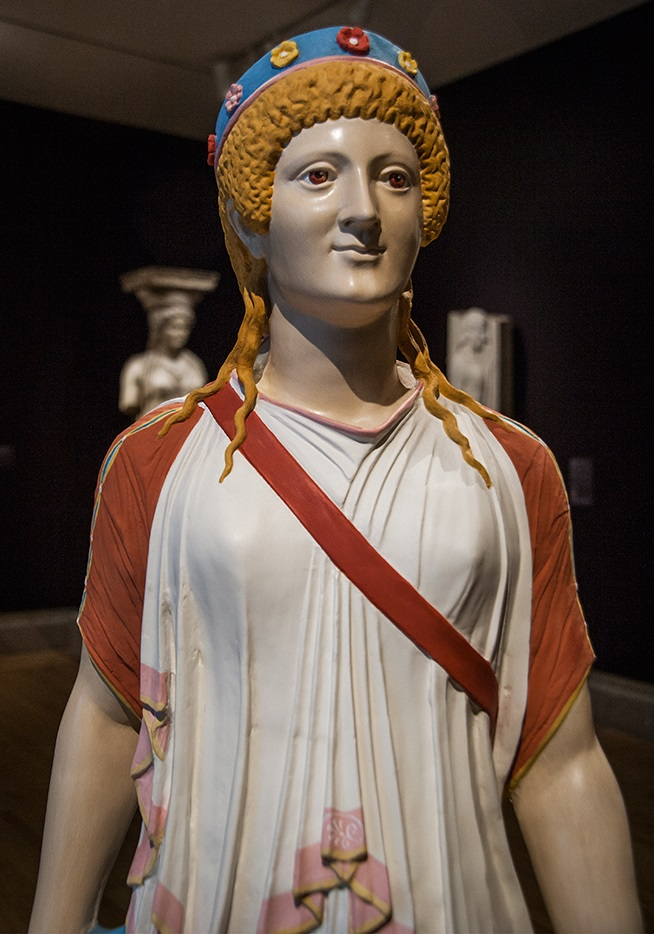
Rekonstruktion einer Statue der Göttin Artemis aus Pompeji mit antiker Polychromie (2015)

Bei den Griechen galt blond als „göttliche Haarfarbe“. Ihre Götter stellten die Griechen mit blonden Haaren dar, wie Farbreste und Reste von Gold an griechischen Statuen beweisen, die nicht so weiß gewesen sind, wie man sie heute in den Museen sieht, sondern wie die Tempel bunt bemalt. Ähnliche Tempel finden sich in Ägypten, wo solche Bemalungen wegen des Wüstenklimas teils bis heute erhalten sind, z. B. bei Abydos am Tempel Ramses II. oder Sethos I. Die mythologische Helena, die als schönste Frau der Welt galt, war blond. Sie war der Streitgegenstand, der zum Ausbruch des Trojanischen Krieges führte.
Auf ihren Kriegszügen raubten die Römer den Nordeuropäerinnen ihre hellen Zöpfe oder kauften die Haare und fertigten Perücken daraus. In Ovids „Liebesgedichten“ erscheinen deshalb die Verse:
„Wirst nun gefangenes Haar fernher von Germanien holen,
Ein unterworfenes Volk leiht dir nun Deckung und Schmuck“
Die Römerinnen begannen, sich die Haare blond zu färben oder sich blonde Perücken anfertigen zu lassen.
Andererseits aber wurden Prostituierte in Anspielung auf ebendieselben blonden Perücken, die sie als berufliche Ausstattung oft trugen, Coma flava („Blondhaar“) genannt.

### Mittelalter

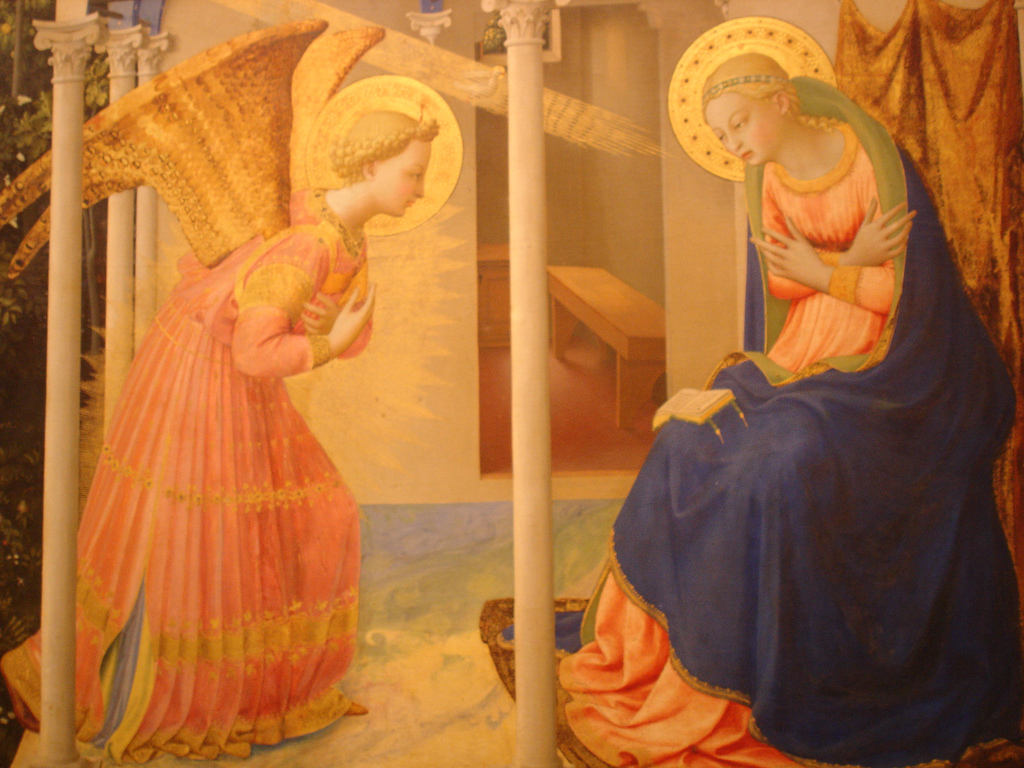
Mariä Verkündigung (Fra Angelico, um 1430)

Das weibliche Schönheitsideal im Mittelalter war durch hellblonde Locken, blaue, strahlende Augen, eine weiße Haut, rosa Wangen und einen eher kleinen, roten Mund geprägt. Dieses Schönheitsideal spiegelte sich auch in der Kunst wider. Der mittelalterlichen Malerei entsprechend wurden Maria und andere Heilige nicht nur in die jeweils herrschende Mode gekleidet, sondern gehörten auch phänotypisch dem nordeuropäischen, mitunter also auch dem blonden Typ an und nicht dem mediterran-semitischen. Entsprechend haben vor allem im Hoch- und Spätmittelalter auf Fresken, Altarretabeln und Andachtsbildern die Dargestellten häufig auch blonde oder rotblonde Haare (etwa von Giotto di Bondone, Simone Martini, Guariento di Arpo, Stefan Lochner, Jan van Eyck oder Martin Schongauer).

### Neuzeit

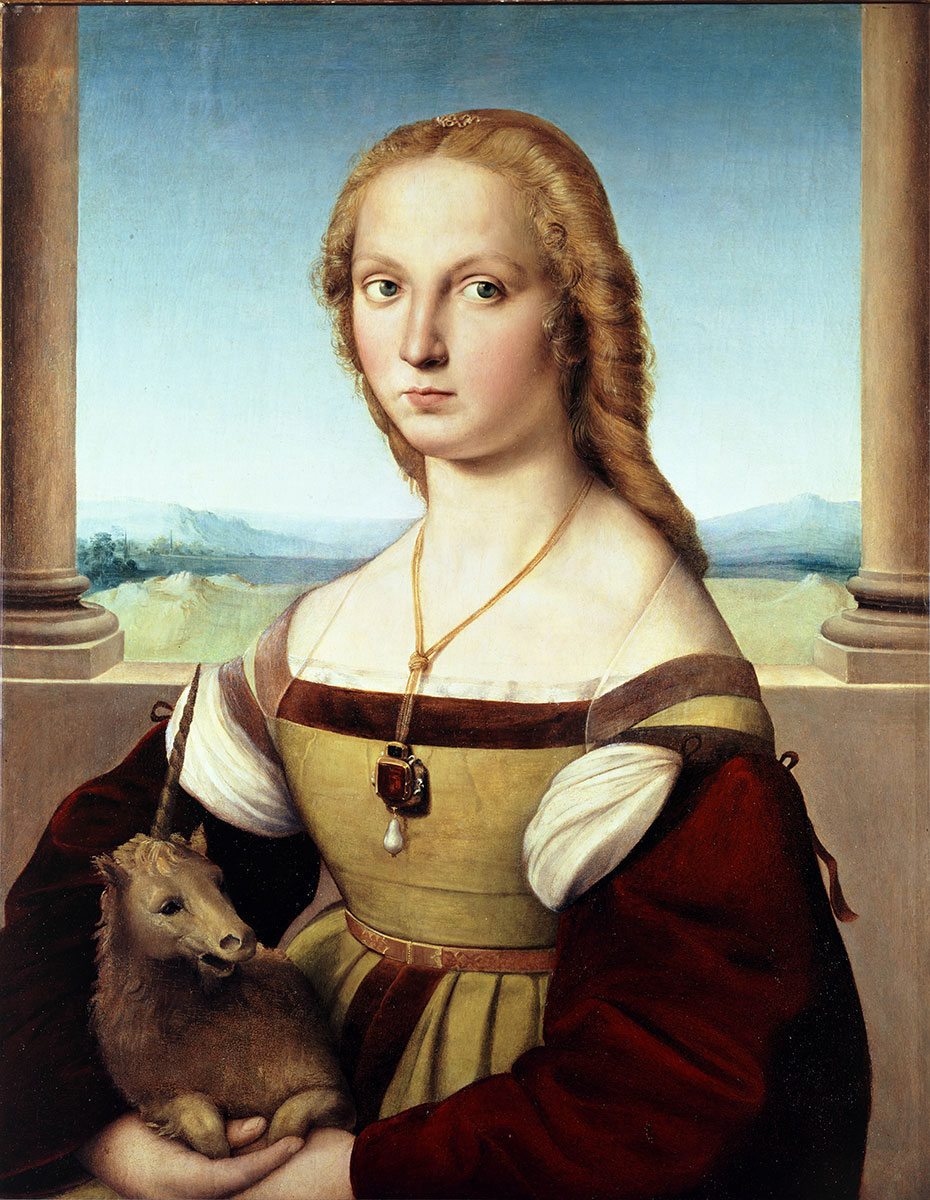
Dame mit Einhorn (Raffael, 1483–1520; Renaissance)

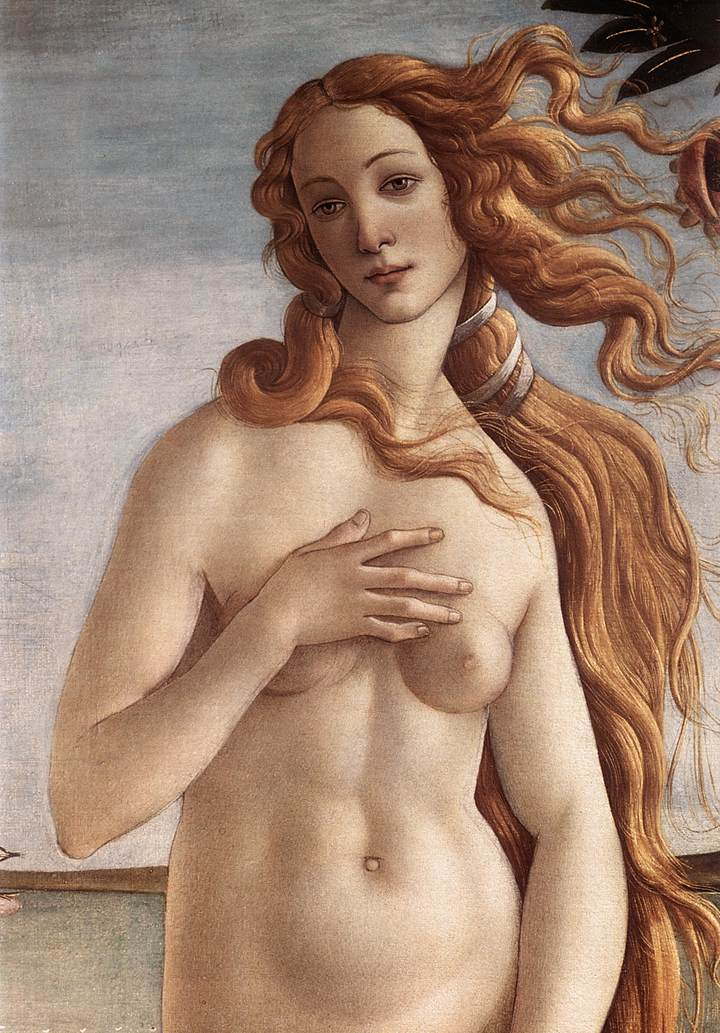
Die Geburt der Venus (Sandro Botticelli, um 1486; Detailansicht)

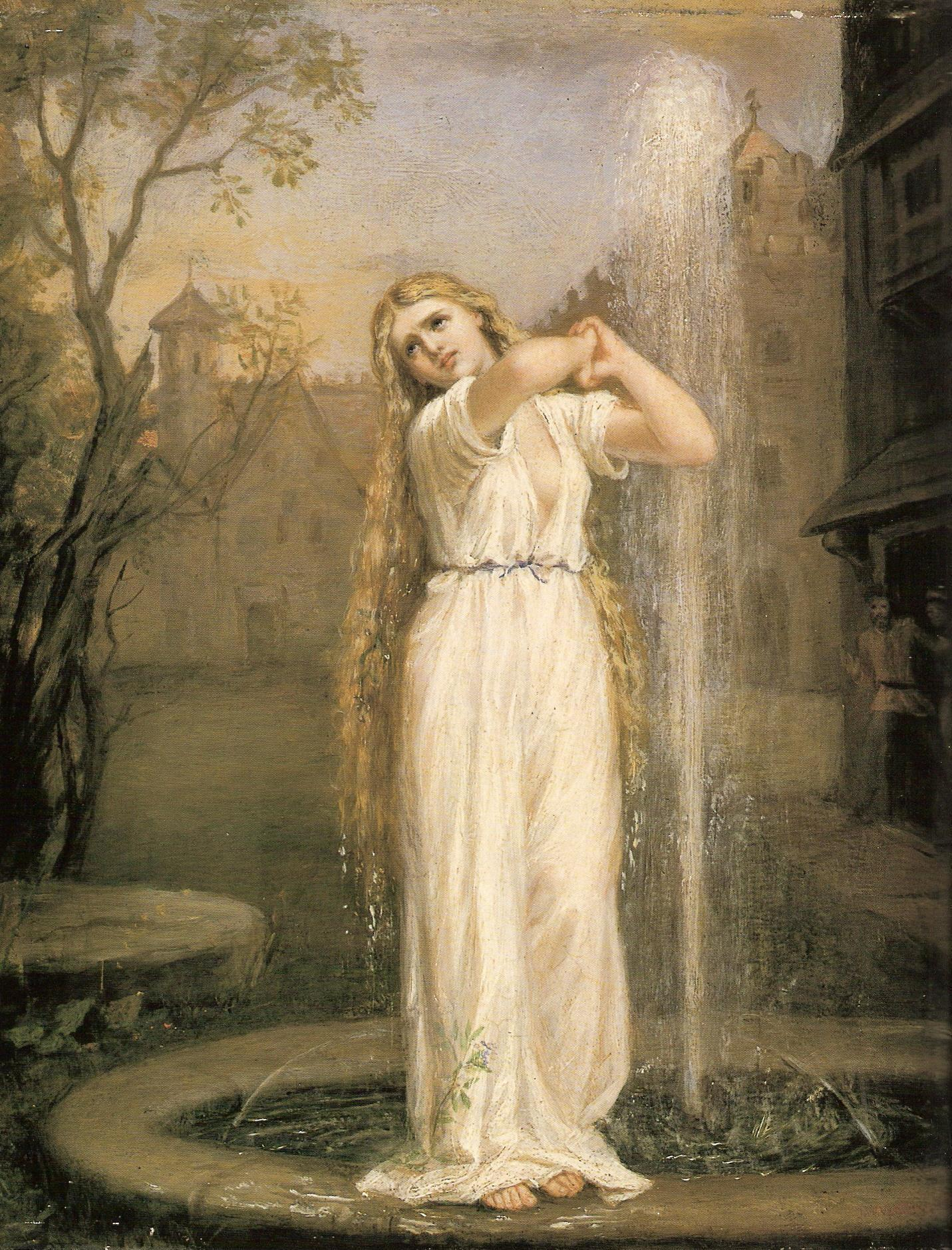
Undine (John William Waterhouse, 1872; ein typisch präraffaelitisches Bild)

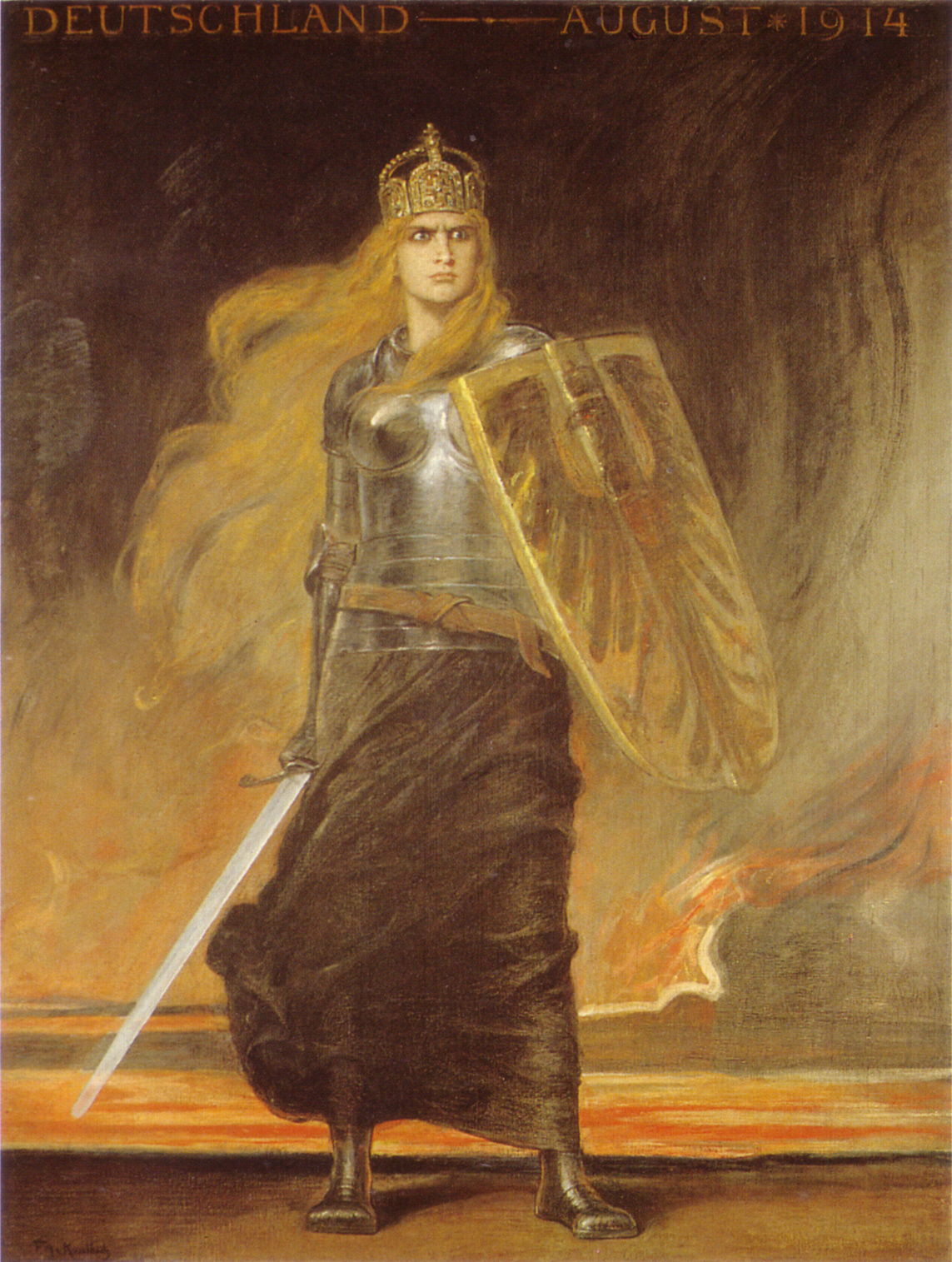
Germania (Friedrich August von Kaulbach, 1914)

In der Neuzeit findet man, wie zahlreiche einschlägige Gemälde ausweisen, das blonde Schönheitsideal bei Frauen vor allem in der Renaissance und im Barock (dort auch bei den weiß gepuderten Allongeperücken der Männer). Möglicherweise spielten dabei vor allem in der an der Antike orientierten Renaissance die damaligen Schönheitsideale eine gewisse Rolle, denn die Madonnen und vor allem die mythologischen Frauengestalten Botticellis sind fast durchweg blond. Während Botticelli um 1485 die blonde Venus malte, trug die Damenwelt in Venedig halboffene Hüte, damit die Sonne das Haar bleichen konnte. Weitere Hilfsmittel waren Kräuteressenzen oder gar Taubenmist und Pferdeurin.
Bereits in der Romantik setzte in Deutschland, nicht zuletzt ausgelöst durch die antinapoleonischen Befreiungskriege zu Beginn des 19. Jahrhunderts, ein intensiver deutscher Nationalismus ein, bei dem man immer stärker die eigene frühe Geschichte zu erkunden und zu idealisieren begann. Ein Beispiel für die Verehrung des Typus der blonden Frau dieser Zeit ist die Loreley, der Heinrich Heine ein berühmt gewordenes Gedicht widmete.

„[…] Die schönste Jungfrau sitzet

dort oben wunderbar,

ihr goldnes Geschmeide blitzet,

sie kämmt ihr goldenes Haar.“

Auch die Nationalallegorie Germania verkörpert den Typus der blonden Frau; allerdings hatten die in der zweiten Hälfte des 19. und im beginnenden 20. Jahrhundert häufig produzierten Germaniabilder mit den sanften Frauengestalten der Romantik oder der Präraffaeliten außer den Maltechniken kaum noch etwas gemein. Unvermeidlich kam es dabei zu einer Art ahistorischen Germanenverherrlichung mit stark idealisierendem Trend, eine emotionale und nationale Grundstimmung, die später Otto von Bismarck und andere bei der deutschen Reichsgründung 1871 in Versailles zu nutzen wussten. Blond und Germanentum wurden damit auch zum Leitsymbol dieser verspäteten deutschen Nationenbildung. Für eine Blondine schwärmte auch Ferdinand Lassalle. Er war verliebt in eine Gräfin, der er versprach, sie zur „goldlockigen Präsidentin“ der deutschen Republik zu machen. Auch in alten deutschen Studentenliedern werden mit Liebe und Ehrfurcht blonde Mädchen besungen, so z. B. in dem Lied O wonnevolle Jugendzeit mit Freuden ohne Ende von Otto Kamp, in dem es um die blonde „filia hospitalis“ geht, aber auch in dem Lied Gold und Silber. Blond ist auch die untreue „schöne Müllerin“, wie sie von Franz Schubert nach Versen von Wilhelm Müller besungen wird.

### 20. Jahrhundert
Im nationalsozialistischen Deutschland mit seinem damit einhergehenden Germanenkult galt die Haarfarbe Blond als gewünschtes Charakteristikum einer sogenannten „Herrenrasse“. Dabei blendete man in Bezug auf Frauen den Typus der blonden Verführerin eher aus und konzentrierte sich auf die „gediegene häusliche Ehefrau und Mutter“.
47 % Prozent aller Titelbilder des US-Magazins „Playboy“ zeigen Blondinen, 70 % der US-amerikanischen Pornodarstellerinnen sind blond. Psychologen vermuten, dass in den Augen bestimmter Bevölkerungsgruppen die blonde Haarfarbe eine gewisse Attraktivität ausübe, weil Blond eine bei Kindern verbreitete Haarfarbe darstelle und die blonde Frau somit dem Kindchenschema entspreche. Zum anderen wird die Attraktivität der Haarfarbe Blond auf deren seltenes Vorkommen zurückgeführt. Der Anteil der Blonden an der Weltbevölkerung beträgt nur um die zwei Prozent. Allerdings ist in den nördlichen Ländern Europas die Zahl der blonden Menschen vorherrschend.

## Dokumentarfilme
- Blond! Blondinen bevorzugt. Dokumentarfilm, Regie: Annette Plomin, NDR. Deutschland 2001.[13]
- Die Farbe Blond – Kulturgeschichte einer Haarfarbe. Dokumentarfilm, Regie: Albert Knechtel, Arte. Deutschland 2006.[14]
- Blondinen bevorzugt – Die großen Sexsymbole des 20. Jahrhunderts. Dokumentarfilm, ZDF-History. Deutschland 2012.[15]